# Вторжение в Ганновер (1757)
Вторжение в Ганновер состоялось в 1757 году во время Семилетней войны, когда французская армия под руководством генерала  Луи Д’Эсте разбила Обсервационную армию герцога Камберлендского в сражении при Хастенбеке и вступила на территорию курфюршества Ганновер. Французские войска захватили большую часть Ганновера, вынудив армию Камберленда разместиться на побережье Северного моря. На съезде в Клостерзевене герцог Камберлендский подписал Цевенскую конвенцию, по условиям которой распустил свою армию и признал французскую оккупацию электората.
Под давлением своих британских министров король Великобритании и курфюрст Ганновера Георг II отказался от Цевенской конвенции, и немецкие войска вернулись к активным действиям. К весне 1758 года под руководством принца Фердинанда союзные войска вытеснили французов из Ганновера и оттеснили их обратно за Рейн.

## Предыстория
С началом столкновений между Великобританией и Францией в Северной Америке в 1754 году, руководство Франции видя ограниченное число войск, слабозаселённость и нехватку ресурсов в Новой Франции готовилось захватит эквивалентную ей территорию в Европе ради сохранения этого региона в ходе дипломатических переговоров.
С 1714 года Великобритания и Курфюршество Ганновер состояли в личной унии. Правивший в то время Георг II был правителем обоих государств, и французы полагали, что смогут оказать давление на него как на короля Великобритании, оккупировав Ганновер. В ответ Британия первоначально планировала нанять 50 тыс. российских солдат для защиты Ганновера, но позже изменила план, заключив союз с Пруссией и сформировав Наблюдательную армию, состоящую из ганноверских, брауншвейгских и гессенских войск, в основном оплачиваемых британским правительством. Командование в армии получили ряд британских офицеров, включая Джеффри Амхерста и Гайя Карлтона, все они подчинялись принцу Уильяма Августа. Название «Наблюдательная армия» выражало надежду на то, что армия послужит сдерживающим фактором, и их роль будет заключаться просто в наблюдении. В начале 1756 года, когда французское вторжение на Британские острова казалось неизбежным, многие ганноверские и гессенские войска были отправлены в южную Англию для усиления её обороны. Когда угроза вторжения спала, войска были снова отправлены обратно в Германию.
Перспектива боевых действий в Западной Германии совпала со спором между Австрией и Пруссией, которые вступили в войну в 1756 году. После первого версальского договора Австрия и Франция образовали франко-австрийский союз и, в свою очередь, в 1757 году стремились победить своих немецких противников. Планировалось, что французы пройдя через Западную Германию разгромят и оккупируют Ганновер, а затем нападут на Пруссию с запада, в то время как Австрия наступит с юга. Франция начала ссобирать большие силы, известные как Вестфальская армия под командованием герцога д’Эстре.

## Французское вторжение

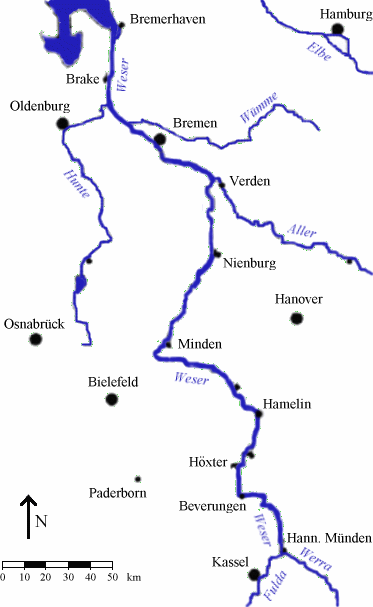
Везер и крепости в Хамелине, Миндене, Нинбурге и Бремене образовали естественную линию обороны курфюршества Ганновер.

В начале июня 1757 года французская армия начала наступление на Ганновер, как только стало ясно, что никакого согласованного соглашения не будет. Первая стычка между двумя силами произошла 3 мая. Часть французской армии была задержана осадой Гельдерна, на захват которой у прусского гарнизона численностью 800 человек ушло три месяца. Основная часть французской армии переправилась через Рейн, продвигаясь медленно из-за трудностей материально-технического обеспечения для переброски армии численностью около 100 тыс. человек
Перед лицом этого наступления меньшая по численности немецкая Обсервационная армия отступила обратно за реку Везер на территорию самого Ганноверского электората, в то время как Камберленд пытался подготовить свои войска. 2 июля прусский порт Эмден пал перед французами, прежде чем туда смогла добраться эскадра Королевского флота, посланная на его помощь. Это отрезало Ганновер от Голландской республики, а поставки из Великобритании теперь могли осуществляться только прямым морским путем. Французы последовали за этим, захватив Кассель, обеспечив свой правый фланг.
К концу июля Камберленд считал, что его армия готова к бою, и занял оборонительную позицию вокруг деревни Хастенбек. Французам удалось победить в сражении при Хастенбеке, но по мере начавшегося отступления союзников из войско стало рядеть по мере падения боевого духа. Несмотря на свою победу, д’Эстре вскоре был заменен на посту командующего французской армией герцогом де Ришельё, который недавно захватил Менорку. Приказы Ришельё следовали первоначальной стратегии полного захвата Ганновера, а затем поворота на запад, чтобы предложить помощь австрийцам, атакующим Пруссию.

### Оккупация Ганновера
Войска Камберленда продолжали отступать на север. Преследование французов замедлилось из-за дальнейших проблем с поставками, но они продолжали неуклонно преследовать отступающую Обсервационную армию. Стремясь отвлечь внимание и оказать некоторую помощь Камберленду, британцы запланировали экспедицию для рейда на французский прибрежный город Рошфор, надеясь, что внезапная угроза заставит французов вывести войска из Германии, чтобы защитить французское побережье от дальнейших нападений. При Ришельё французы продолжили свое наступление, взяв Минден, а затем 11 августа захватив город Ганновер.
Ришельё послал войска, чтобы занять Брунсвик. Фридрих II, Потерпевший поражение от русских в сражении при Грос-Егерсдорфе  решил вывести прусский контингент из армии Камберленда, чем ещё больше ослабив союзников.
Ганноверское правительство отступило вместе с Камберлендом через Ферден в столицу принадлежавшего курфюршеству княжества Бремен-Ферден и портовый город Штаде, соединенный с Северным морем рекой Эльбой. Хотя он был хорошо укреплен и мог снабжаться с моря, Камберленд считал своё положение опасным. Предложение о прибытии к городу большого количества британских подкреплений было отклонено, и британская экспедиция была отправлена в свой первоначальный пункт назначения Рошфор, хотя диверсия не могла помочь Камберленду из-за позднего времени отплытия. Капитану Хайду Паркеру было приказано использовать свою эскадру для сохранения маршрута снабжения союзников по Эльбе, пока ему не помешает наступление льда. Развертывание вражеского флота заставило Ришельё поверить, что положение Камберленда с учётом бесперебойного снабжения в Штаде является безопасным. Это привело к падению морального духа во французской армии, также в её рядах началась вспышка болезней. Тем самым Ришельё был открыт для переговоров, хотя ещё 21 августа он отверг предложенное принцем перемирие.

### Цевенская конвенция
По договору датский король Фредерик V был обязан направить войска для защиты находвшихся в личной унии с Великобританией и Ганновером Бремена-Фердена и княжества-епископства Ферден при наличии угрозы от иностранной державы. Поскольку он стремился сохранить нейтралитет своей страны, то монарх попытался заключить соглашение между командирами противоборствующих армий. Ришельё, полагая, что его армия в состоянии атаковать Клостерцевен, был восприимчив к этому предложению, как и Камберленд, который не был оптимистичен в отношении своих собственных перспектив.

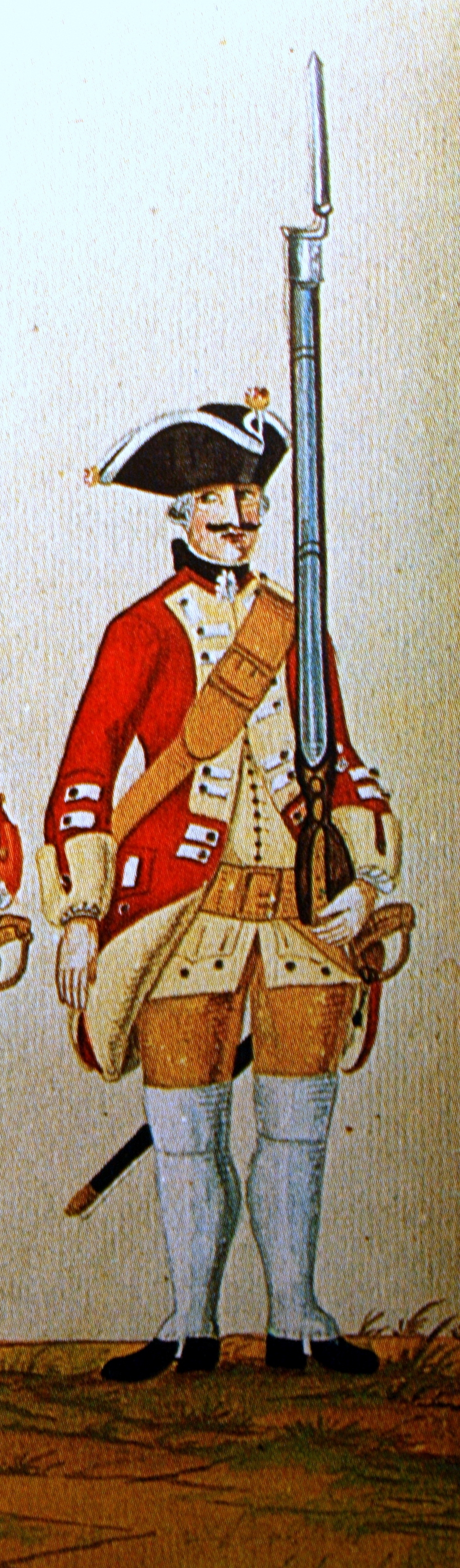
Рядовой 2-го пехотного полка армии Ганновера.

10 сентября в Цевене англичане и французы подписали Цевенскую конвенцию, которая обеспечила немедленное прекращение военных действий со следующими условиями: национальные контингенты из Брунсвика и Гессена вернутся на родину, половина ганноверских войск будет интернирована в Штаде, а остальные должны будут отступить за реку Эльбу, большая часть Ганновера будет находиться под французской оккупацией, за исключением демилитаризованной зоны, Французы эвакуируют герцогство Бремен при условии, что британцы выведут свои корабли из реки Везер. Однако ряд вопросов остался расплывчатым и плохо определённым, что привело к последующим спорам и разногласиям. После подписания конвенции Наблюдательная армия начала расходиться, хотя от неё не требовали сдавать оружие. Однако некоторые из гессенцев были насильственно разоружены французскими войсками, что явилось явным нарушением условий.
Конвенция была немедленно подвергнута критике в Великобритании, и, несмотря на разрешение Камберленда Георг II сердито упрекнул вернувшегося в октябре в Лондон сына, вынудив его отказаться от всех своих военных должностей. Ришельё также столкнулся с резкой критикой из Парижа, где условия были восприняты как слишком мягкие.Он решил, что в этом году уже слишком поздно бросать свои силы в полное наступление на Пруссию, которое придется отложить до следующего года. Вместо этого он перебросил свои войска на зимние квартиры вокруг Хальберштадта, хотя ему было приказано осадить прусскую крепость Магдебург.
Британское правительство из-за противоречия условий конвенции соглашению с Пруссией объявило, что они не связаны им. Они также начали продвигать Георгу II и его ганноверским министрам идею об отказе от подписанной конвенции и вновь вступили в войну. 8 октября Георг II отменил соглашение из-за формальности, связанной с вмешательством Франции в возвращение гессенских войск домой. Поскольку французы сами были недовольны соглашением, они также были готовы согласиться на возвращение к военным действиям.
Под руководством англичан ганноверцы начали реформировать Наблюдательную армию и выбрали её командиром Фердинанда Брауншвейгского. Теперь британцы согласились взять на себя оплату ганноверских войск, а также других контингентов, что привело к пересмотру политики Уильяма Питта, выступавшего против дальнейших финансовых обязательств Великобритании перед континентальной войной. Однако он по-прежнему настаивал на том, что никакие британские войска не будут отправлены в армию Брауншвейга. В конечном счете этого так и не произошло, поскольку британские войска усилили армию союзников в дальнейших сражениях, в частности Вильгельмшталя.

## Контрнаступление союзников
Фердинанд немедленно приступил к реформированию войска, стремясь повысить боевой дух ганноверцев. Ему помогло то, что французские войска своей жестокостью настроили гражданское население против себя.
После победы Фридриха II над французами при Россбахе, Фердинанд начал необычную для того времени зимнюю кампанию. К этому моменту состояние французских войск ухудшилось, и Ришельё начал отступать с целью не участвовать в крупном сражении. Вскоре после этого он подал в отставку со своего поста и был заменен графом Клермоном Луи. В своём послании к Людовику XV он описал плохое состояние армии и её солдат, также обвиняя Ришельё в краже их жалованья.
Контратака Фердинанда привела к тому, что союзные войска вновь захватили порт Эмден и оттеснили французов за реку Рейн, так что к весне Ганновер был освобожден. Несмотря на то, что французы, казалось бы, были близки к своей цели полной победы в Европе к концу 1757 — началу 1758 года, начал проявляться сдвиг в общей судьбе войны, поскольку Великобритания и её союзники начали добиваться большего успеха по всему миру.

## Последствия
Несмотря на неудачу, центральной частью французской стратегии продолжало оставаться захват Ганновера и использованию его в качестве противовеса для переговоров о потерянных французских территориях. Особенно это стало заметно после падения Квебека в 1759 году. Французы направляли все большие силы в попытке разгромить армию Фердинанда и занять Ганновер, но не смогли добиться этого несмотря на неоднократные усилия. После поражения Франции в битве при Вильгельмстале в 1762 году было заключено перемирие, и более поздний Парижский договор вынудил Францию эвакуировать все свои войска из Германии и австрийских Нидерландов.
В более поздней американской войне за независимость Франция подписала с Ганновером конвенцию о нейтралитете, исключающую её нападение на эту немецкую землю.